# Corcelle-Mieslot
Corcelle-Mieslot é uma comuna francesa na região administrativa de Borgonha-Franco-Condado, no departamento de Doubs. Estende-se por uma área de 6,42 km². Em 2010 a comuna tinha 106 habitantes (densidade: 16,5 hab./km²).